# Apomecyna salomonum
Apomecyna salomonum är en skalbaggsart. Apomecyna salomonum ingår i släktet Apomecyna och familjen långhorningar.

## Underarter
Arten delas in i följande underarter:
- A. s. salomonum
- A. s. quadrivittata